# IZair
IZair (İzmir Hava Yolları) er et flyselskab, som har hovedkontor i Adnan Menderes Airport i Gaziemir, Izmir, Tyrkiet.
Det driver planlagte og charter, indenrigs og internationale service for passagerer. 

## Historie
Flyselskabet blev etableret i 2005 som Izmir Havayolları af en række forretningsmænd fra Izmir. Det startede dets drivelser den 14. juni 2006. Alle Izairs flyvninger er markedsført af Pegasus Airlines.

## Destinationer
IZair flyver til følgende destinationer:

### Cypern
- Nicosia (Ercan International Airport)

### Tyrkiet
- Adana (Adana Şakirpaşa Airport)
- Ankara (Esenboğa International Airport)
- Antalya (Antalya International Airport)
- Bodrum-Milas (Milas-Bodrum Airport)
- Diyarbakır (Diyarbakır Airport)
- İstanbul (Atatürk International Airport)
- İzmir (Adnan Menderes Airport)
- Mardin (Mardin Airport)
- Samsun (Çarşamba Airport)
- Trabzon (Trabzon Airport)
- Elazığ (Elazığ Airport)

### Vesteuropa
- Amsterdam (Schiphol Airport)
- Basel (Basel-Mulhouse Airport)
- Düsseldorf (Düsseldorf International Airport)
- München (München Airport)
- Stuttgart (Stuttgart Airport)
- Wien (Vienna Airport)
- Zürich (Zürich Airport)

## Flåde
IZairs flåde består af følgende fly, som alle er drevet for Pegasus Airlines: